# Фредерик Джексон Тернер
Фредерик Джексон Те́рнер (англ. Frederick Jackson Turner; 14 листопада 1861, Портедж (округ, Вісконсин), Вісконсин — 14 березня 1932, Пасадена, Каліфорнія) — американський історик початку XX століття. Відомий насамперед як творець оригінальної «теорії кордону», що хоч і зазнала критики, проте мала величезний вплив на американську історіографію.

## Біографія
Перший предок Тернера на американському континенті прибув до Массачусетсу в 1634 році з Англії. Його нащадки мали вдачу піонерів, воювали з індіянцями та за незалежність в складі армії Джорджа Вашингтона.
Батько Фредерика, Ендрю Джексон Тернер був лісорубом. Згодом опанував друкарство й заробляв з нього мандруючи Мічиґаном та Вісконсином. В 1858 оселився в містечку Портеджі й почав видавати місцеву газету. В 1860 одружився з вчителькою Мері Олівією Генфорд, яка походила з роду пуританського священика, що прибув у Коннектикут в 1642.
Ендрю Тернер неодноразово обирався депутатом сейму Вісконсіна, Конгресу й мером міста.
Фредерік Джексон Тернер народився 14 листопада 1861 року. В школі навчався добре, захоплювався історичними романами, у віці 15 років почав вести рубрику афоризмів у газеті батька.
З 1878 навчався у Вісконсинському університеті. В 1884 під керівництвом філолога Вільяма Френсіса Алена захистив дипломну роботу маґістра вільних мистецтв за темою «Характер і вплив торгівлі хутром у Вісконсині» й за його протекції вже за рік, попрацювавши перед тим кореспондентом, урядником почав викладати й став асистентом професора риторики й ораторського мистецтва.
Далі вступив до аспірантури Університету Джона Хопкінса, де слухав лекції економіста Річарда Ілая, істориків Альбіона Смола й майбутнього президента Вудро Вільсона, з останнім з яких Тернер потоваришував й навіть разом винаймав житло.
В 1889 під керівництвом Герберта Бакстера Адамса захистив дисертацію «Характер і вплив індіянської торгівлі хутром у Вісконсині. Дослідження торгового форпосту як інституції» і повернувся додому.
З 1891 —професор. З 1910 до пенсії (1924) — професор Гарвардського університету.
1911 року Тернера було обрано до Американської академії мистецтв і наук.
В 1924 повернувся до Медісону.
З 1926 — директор Бібліотеки Гантинґтона в Сан-Марино (Каліфорнія).
Помер 14 березня 1932 року.

## Науковий доробок
За своїми поглядами Фредерік Тернер був відповідно до свого часу палким WASP, прихильником теорії еволюції Дарвіна, теорії суспільної еволюції Герберта Спенсера.
Фредерік Тернер був прихильником мультидисциплінарного підходу до історії, що обов'язково враховує географічні чинники. Великий вплив в цьому нього мали геолог Томас Чемберлен та книга Волтера Беджета англ. Physics and Politics («Фізика та політика»).

### Теорія фронтиру
В 1893 році у вигляді есеї «Значення фронтиру в американській історії» (англ. „The Significance of the Frontier in American History“) прочитаного в Чикаго на з'їзді Американської історичної асоціації Тернер виголосив свою знамениту Теорію фронтиру.
За Тернером американська винятковість є результатом тривалої взаємодії цивілізації з дикою природою на американському фронтирі. Тривала боротьба з природою створила соціальне середовище, яке формувалося поза звичними правилами та законами старої Європи. Умови, за яких розвивалося американське суспільство були суттєво відмінними, тож соціальний розвиток в цій країні пішов шляхом, вільним від труднощів та обмежень європейської цивілізації.
Згодом тези Тернера, були піддані критиці й переглянуті. Початки демократичного ладу США почали виводити із завезених з Європи протестантської етики та ліберальних ідей, а не з наявності фронтиру. Ідея визначального впливу довкілля була поступово відкинута. Ідея «випускного клапану», вільних земель, що вберегли Америку від соціяльних потрясінь в порівнянні з Європою була переглянута. Фронтир почали трактувати як зону зіткнення цивілізацій, а не цивілізації із варварством. Втім, незважаючи на спробу окремих істориків повністю відкинути Тернерову спадщину, поняття фронтиру, як зони взаємодії культур збереглося й суттєво вплинуло на розвиток американської та світової історіографії.

### Секціонізм
Іншою відомою в наукових колах проте менш популярною роботою Тернера була збірка його статей «Значення секцій в американській історії» (англ. „The Significance of Sections in American History“) (1925) відзначена в 1933 Пулітцерівською премією. В ній та в інших статтях Тернер звернув увагу на розбіжності й значення секцій (регіонів США: Нова Англія, Південь, Захід) й порівняв їх розвиток з європейськими державами.

## Праці
- Turner, Frederick Jackson. Edwards, Everett E. (comp.) The early writings of Frederick Jackson Turner, with a list of all his works. Compiled by Everett E. Edwards. Madison: University of Wisconsin Press, 1938.
- Turner, Frederick Jackson.  Rise of the New West, 1819-1829 у проєкті «Гутенберг»
- Turner, Frederick Jackson. ed. «Correspondence of the French ministers to the United States, 1791—1797» in American Historical Association. Annual report … for the year 1903. Washington, 1904.
- Turner, Frederick Jackson. «Is Sectionalism in America Dying Away?» (1908). American Journal of Sociology, 13: 661-75.
- Turner, Frederick Jackson. "Social Forces in American History, " presidential address before the American Historical Association American Historical Review, 16: 217-33.
- Turner, Frederick Jackson. The Frontier in American History. New York: Holt, 1921.
- Turner, Frederick Jackson. «The significance of the section in American history.» Wisconsin Magazine Of History, vol. 8, no. 3 (Mar 1925) pp. 255–280.
- Turner, Frederick Jackson. The Significance of Sections in American History. New York: Holt, 1932.
- Turner, Frederick Jackson. «Dear Lady»: the letters of Frederick Jackson Turner and Alice Forbes Perkins Hooper, 1910—1932. Edited by Ray Allen Billington. Huntington Library, 1970.
- Turner, Frederick Jackson. «Turner's Autobiographic Letter.» Wisconsin Magazine Of History, vol. 19, no. 1 (Sep 1935) pp. 91–102.
- Turner, Frederick Jackson. America's Great Frontiers and Sections: Frederick Jackson Turner's Unpublished Essays edited by Wilbur R. Jacobs. University of Nebraska Press, 1965.